# Stellan Skarsgård
Stellan John Skarsgård, född 13 juni 1951 i Kristine församling i Göteborg, är en svensk skådespelare.

## Biografi
Stellan Skarsgård är sonson till Hjalmar Nilsson, son till orderchefen vid Limhamnsbolagen Jan Skarsgård och Gudrun Larsson och uppvuxen i Malmö. Under Skarsgårds uppväxt flyttade familjen ofta och de bodde hans första år i Totebo i Hjorteds socken i norra Småland, därefter i Kalmar, Marielund i Funbo socken utanför Uppsala och i Uppsala innan det blev Klagshamn strax söder om Malmö. Där inledde han sitt teaterintresse i Arbetarnas bildningsförbunds barnteater och Folkets Parks barnteater sommartid. Vid 16 års ålder flyttade Skarsgård själv hemifrån och studerade vidare i Helsingborg, först vid Olympiaskolan och senare vid Nicolaiskolan, som han hoppade av 1969. Någon formell skådespelarutbildning har han aldrig genomgått.

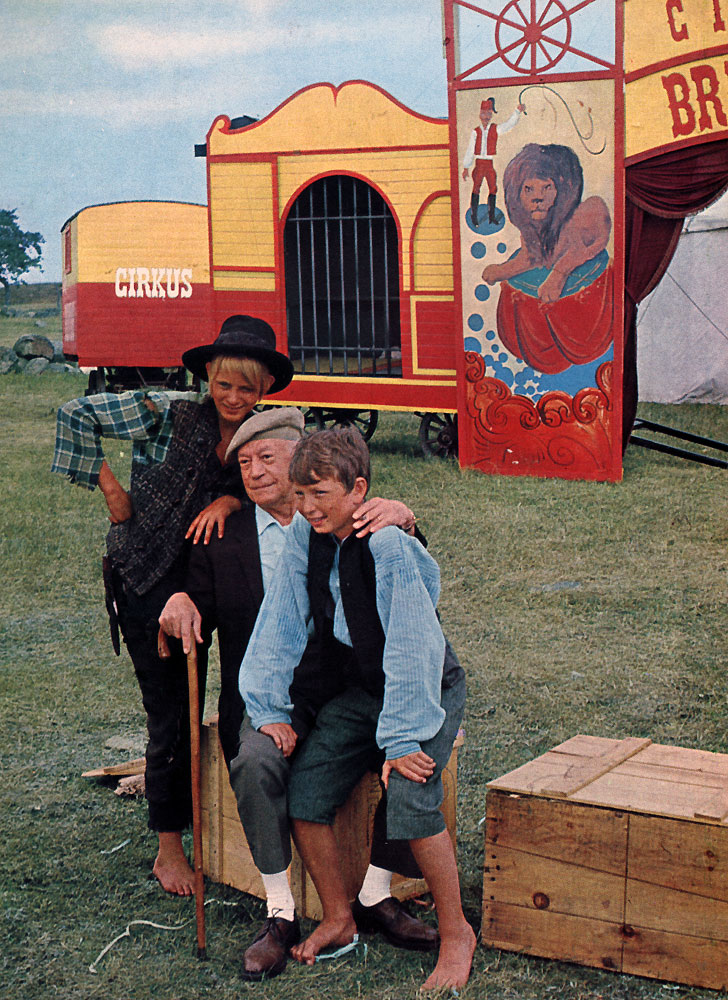
Från vänster: Stellan Skarsgård, Fritiof Nilsson Piraten och Reiner Albrecht framför cirkusen på Kiviks marknad vid inspelningen av TV-serien Bombi Bitt och jag 1967.

Som ung spelade Skarsgård titelrollen i tv-serien Bombi Bitt och jag (1968), vilket gjorde honom till tonårsidol. Han spelade även roller på stadsteatrarna i Helsingborg (1968), Malmö (1969), Uppsala (1970–1971) och Stockholm (1972–1973). 1972–1988 var Skarsgård engagerad vid Dramaten, och 1982 slog han igenom på filmduken med rollen som den harmynte och förtryckte bonddrängen Sven i Hans Alfredsons Den enfaldige mördaren (1982), en filmatisering av Alfredsons egen roman En ond man. Skarsgård belönades både med en Guldbagge och med Silverbjörnen på Filmfestivalen i Berlin för rollen.
Hans Alfredson har Skarsgård arbetat med i många sammanhang på både scen och film (även skrivit manus med honom till filmen Jim och piraterna Blom 1987), liksom Allan Edwall (P&B och Åke och hans värld) och den danske regissören Lars von Trier och även med regissörer som Alf Sjöberg, Ingmar Bergman, Vilgot Sjöman, Bo Widerberg (Ormens väg på hälleberget och Henrik Ibsens Vildanden), Kjell Grede (den danske målaren Peder Severin Krøyer i Hip hip hurra! och Raol Wallenberg i God afton, herr Wallenberg), Steven Spielberg (Amistad), Milos Forman (konstnären Fransisco de Goya i Goya's Ghosts) och Kenneth Branagh (Thor). 1985 spelade Skarsgård titelrollen i Ragnar Lyths SVT-film Den tragiska historien om Hamlet – prins av Danmark.
Genom en liten roll i den amerikanska filmen Varats olidliga lätthet (1988) inleddes Skarsgårds omfattande internationella filmkarriär, som innefattar framträdande roller i en stor mängd firade filmer, och sedan han lämnade Dramaten 1988 har han i princip bara ägnat sig åt film. Han är känd för att varva tunga, "intellektuella" filmer med stora, påkostade Hollywood-produktioner.
En av Skarsgårds största roller internationellt av den senare sorten var rollen som Bootstrap Bill Turner i Pirates of the Caribbean: Död mans kista och Pirates of the Caribbean: Vid världens ände. En annorlunda roll var som en av tre potentiella faderskandidater i Abba-filmen Mamma Mia! (2008).
Vid Golden Globe-galan 2020 belönades Skarsgård med en Golden Globe Award för sin porträttering av den ryska politikern Boris Sjtjerbina i miniserien Chernobyl, en roll som han även fått en Primetime Emmy Award-nominering för.

## Familj

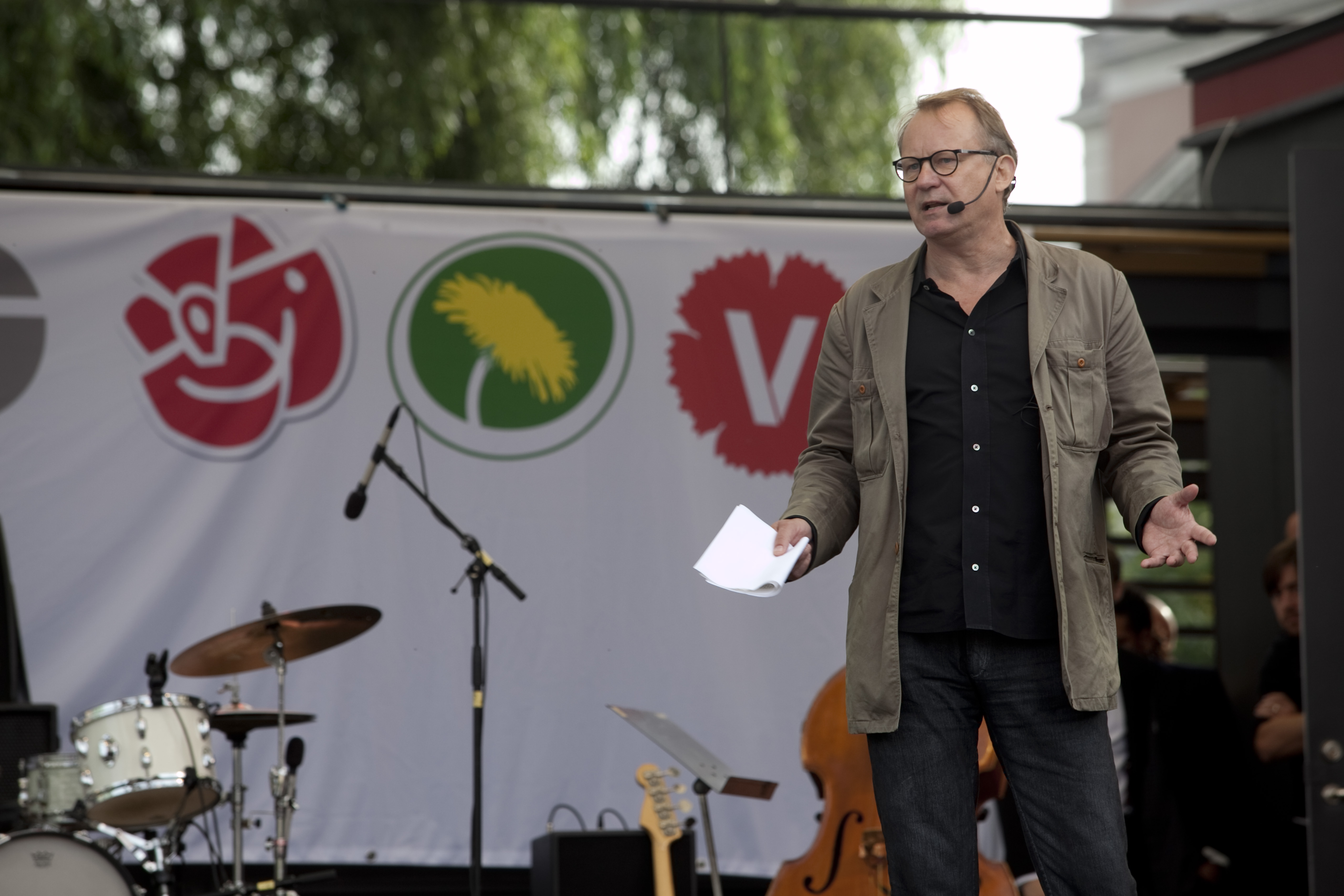
Stellan Skarsgård talar vid Rödgröna dagen i Kungsträdgården under valrörelsen 2010

Skarsgård har åtta barn varav sex tillsammans med läkaren My Skarsgård (f. 1956), som han var gift med 1975–2007 – Alexander (f. 1976. Gustaf (f. 1980), Sam Skarsgård (f. 1982), Bill (f. 1990), Eija Skarsgård (f. 1992) och Valter Skarsgård (f. 1995). I januari 2009 gifte han sig med Megan Everett (f. 1976), med vilken han har två söner: Ossian (f. 2009) och Kolbjörn Skarsgård (f. 2012).
Paul Bettany och Jennifer Connelly gav sin son namnet Stellan (f. 2003) efter Skarsgård, som är en god vän till paret.

## Utmärkelser
Förutom Guldbagge och Silverbjörnen i Berlin för Den enfaldige mördaren 1982 har Skarsgård bland annat fått Guldbagge 1990 för Kvinnorna på taket och Täcknamn Coq Rouge, festivalpris i franska Rouen för Bästa skådespelare i Ormens väg på hälleberget (1986) och God afton, herr Wallenberg (1992), Silver Hugo vid Chicago International Film Festival för God afton, herr Wallenberg (1991), en Heders-Felix för European Achivement in World Cinema vid European Film Awards (1998) för Good Will Hunting och Amistad, samt Amandaprisen för En ganska snäll man (2010).

## Filmografi
| År        | Titel                                                      | Roll                      | Noter                |
| --------- | ---------------------------------------------------------- | ------------------------- | -------------------- |
| 1968      | Bombi Bitt och jag                                         | Bombi Bitt                | Miniserie            |
| 1972      | Strandhugg i somras                                        | Erik, tecknare            |                      |
| 1972      | Firmafesten                                                | Peter                     |                      |
| 1972      | Magnetisören                                               | Soldat                    | TV-film              |
| 1973      | Fem døgn i August                                          | Christer                  |                      |
| 1973      | Bröllopet                                                  | Roffe Eriksson            |                      |
| 1973      | Anita – ur en tonårsflickas dagbok                         | Erik                      |                      |
| 1974      | Inkräktarna                                                | Peter Delaney             |                      |
| 1977      | Tabu                                                       | Jan-Erik                  |                      |
| 1977      | Hemåt i natten                                             | Kurt Sjöberg              |                      |
| 1981      | Olsson per sekund eller Det finns ingen anledning till oro | Den långsamme             | TV-film              |
| 1981      | Skärp dig, älskling!                                       | Georg                     | TV-serie             |
| 1982      | Den enfaldige mördaren                                     | Sven                      |                      |
| 1983      | Farmor och vår Herre                                       | Nathan                    |                      |
| 1983      | Scooby-Doo i Hollywood                                     | Scooby-Doo                | Röstroll             |
| 1983      | P&B                                                        | Karl-Johan Pettersson     | Miniserie            |
| 1984      | Åke och hans värld                                         | Ebenholtz                 |                      |
| 1985      | Den tragiska historien om Hamlet – prins av Danmark        | Hamlet                    |                      |
| 1985      | Noon Wine                                                  | Olaf Helton               |                      |
| 1985      | August Strindberg: Ett liv                                 | Verner von Heidenstam     | TV-serie             |
| 1985      | Falsk som vatten                                           | Stig                      |                      |
| 1985      | Pelle Svanslös i Amerikatt                                 | Pelle Swanson             | Röstroll             |
| 1986      | Ormens väg på hälleberget                                  | Karl Orsa Markström       |                      |
| 1987      | Friends                                                    | Matt                      |                      |
| 1987      | Jim och piraterna Blom                                     | Gustav, Jims pappa        | Även manusförfattare |
| 1987      | Hip hip hurra!                                             | Sören Kröyer              |                      |
| 1988      | Varats olidliga lätthet                                    | Ingenjören                |                      |
| 1988      | Vargens tid                                                | Peder Ulfstand            |                      |
| 1988      | Hur ett barn blir till                                     |                           |                      |
| 1988      | The Perfect Murder                                         | Axel Svensson             |                      |
| 1989      | S/Y Glädjen                                                | Klas Larsson              |                      |
| 1989      | Täcknamn Coq Rouge                                         | Carl Hamilton             |                      |
| 1989      | Vildanden                                                  | Gregers Werle             |                      |
| 1989      | Kvinnorna på taket                                         | Willy                     |                      |
| 1989      | Förhöret                                                   | Carl Hamilton             | TV-film              |
| 1990      | Jakten på Röd Oktober                                      | Capt. Tupolev             |                      |
| 1990      | God afton, Herr Wallenberg                                 | Raoul Wallenberg          |                      |
| 1991      | Oxen                                                       | Helge Roos                |                      |
| 1992      | Den demokratiske terroristen                               | Carl Hamilton             |                      |
| 1992      | Wind                                                       | Joe Heiser                |                      |
| 1993      | Kådisbellan                                                | Fritiof Schütt            |                      |
| 1993      | Sista dansen                                               | Konferencier i Norrköping |                      |
| 1994      | Rapport till himlen                                        | Gary                      | Miniserie            |
| 1994      | Jönssonligans största kupp                                 | Herman Melvin             |                      |
| 1995      | Kjærlighetens kjøtere                                      | Randbæk                   |                      |
| 1995      | Hundarna i Riga                                            | Magnus Björk              |                      |
| 1996      | Harry & Sonja                                              | Harry Olsson              |                      |
| 1996      | Breaking the Waves                                         | Jan Nyman                 |                      |
| 1997      | Insomnia                                                   | Jonas Engström            |                      |
| 1997      | My Son the Fanatic                                         | Schitz                    |                      |
| 1997      | Amistad                                                    | Tappan                    |                      |
| 1997      | Good Will Hunting                                          | Professor Gerald Lambeau  |                      |
| 1997      | Riket II                                                   | Svensk advokat            | Miniserie            |
| 1998      | Glasblåsarns barn                                          | Albert                    |                      |
| 1998      | Savior                                                     | Peter Dominic             |                      |
| 1998      | Ronin                                                      | Gregor                    |                      |
| 1999      | Deep Blue Sea                                              | Jim Whitlock              |                      |
| 2000      | Harlan County War                                          | Warren Jakopovich         |                      |
| 2000      | Passion of Mind                                            | William Granther          |                      |
| 2000      | Signs & Wonders                                            | Alec                      |                      |
| 2000      | Timecode                                                   | Alex Green                |                      |
| 2000      | Dancer in the Dark                                         | Doktor                    |                      |
| 2000      | Aberdeen                                                   | Tomas                     | Även producent       |
| 2000      | The Hire: Powder Keg                                       | Harvey Jacobs             |                      |
| 2000      | Kiss Kiss (Bang Bang)                                      | Felix                     |                      |
| 2001      | Taking Sides                                               | Dr. Wilhelm Furtwängler   |                      |
| 2001      | The Glass House                                            | Terrence 'Terry' Glass    |                      |
| 2002      | City of Ghosts                                             | Joseph Kaspar             |                      |
| 2003      | No Good Deed – Goes Unpunished                             | Tyrone Abernathy          |                      |
| 2003      | Att döda ett barn                                          | Berättarröst              |                      |
| 2003      | Eiffeltornet                                               | Jakob                     |                      |
| 2003      | Helen of Troy                                              | Theseus                   |                      |
| 2003      | Dogville                                                   | Chuck                     |                      |
| 2004      | King Arthur                                                | Cerdic                    |                      |
| 2004      | Exorcisten: Begynnelsen                                    | Fader Merrin              |                      |
| 2005      | Dominion: Prequel to the Exorcist                          | Fader Lankester Merrin    |                      |
| 2005      | Beowulf & Grendel                                          | Hrothgar                  |                      |
| 2005      | Guilty Hearts                                              | Stangl                    |                      |
| 2006      | Kill Your Darlings                                         | Eriks pappa               |                      |
| 2006      | Goya's Ghosts                                              | Francisco Goya            |                      |
| 2006      | Arn – Tempelriddaren                                       | Birger Brosa              |                      |
| 2006      | Pirates of the Caribbean - Död mans kista                  | Bootstrap Bill Turner     |                      |
| 2007      | Pirates of the Caribbean - Vid världens ände               | Bootstrap Bill Turner     |                      |
| 2008      | WΔZ                                                        | Eddie Argo                |                      |
| 2008      | God on Trial                                               | Baumgarten                |                      |
| 2008      | Arn – Riket vid vägens slut                                | Birger Brosa              |                      |
| 2008      | Entourage                                                  | Werner                    | 3 avsnitt            |
| 2008      | Mamma Mia!                                                 | Bill Anderson             |                      |
| 2008      | The Man Who Killed Don Quixote                             | The Boss                  |                      |
| 2009      | Boogie Woogie                                              | Bob Maccelstone           |                      |
| 2009      | Änglar och demoner                                         | Maximilian Richter        |                      |
| 2009      | Frankie and Alice                                          | Dr. Oz                    |                      |
| 2009      | Metropia                                                   | Ralph                     |                      |
| 2010      | En ganska snäll man                                        | Ulrik                     |                      |
| 2010      | The Galapagos Affair                                       | Friedrich                 |                      |
| 2010      | Underkastelsen                                             | Berättaren                |                      |
| 2010      | Flykten från Bastöy                                        | Håkon                     |                      |
| 2010      | Mumintrollet och kometjakten                               | Muminpappan och Hemulen   | Röstroll             |
| 2011      | Thor                                                       | Dr. Erik Selvig           |                      |
| 2011      | Melancholia                                                | Jack                      |                      |
| 2011      | The Girl with the Dragon Tattoo                            | Martin Vanger             |                      |
| 2012      | The Avengers                                               | Dr. Erik Selvig           |                      |
| 2012      | Romeo och Julia                                            | Prins Escalus             |                      |
| 2013      | The Railway Man                                            | Finlay                    |                      |
| 2013      | Thor: The Dark World                                       | Dr. Erik Selvig           |                      |
| 2013      | Nymphomaniac                                               | Seligman                  |                      |
| 2014      | En iskall jävel                                            | Nils Dickman              |                      |
| 2014      | Hector and the Search for Happiness                        | Edward                    |                      |
| 2015      | Berättelsen om Askungen                                    | Grand Duke                |                      |
| 2015      | Avengers: Age of Ultron                                    | Dr. Erik Selvig           |                      |
| 2015      | River                                                      | DI John River             | TV-serie             |
| 2016      | Our Kind of Traitor                                        | Dima                      |                      |
| 2017      | Borg                                                       | Lennart "Labbe" Bergelin  |                      |
| 2017      | Trollvinter i Mumindalen                                   | Muminpappan               | Röst                 |
| 2018      | Mamma Mia! Here We Go Again                                | Bill Anderson             |                      |
| 2019      | Chernobyl                                                  | Boris Sjtjerbina          |                      |
| 2019      | Ut och stjäla hästar                                       | Trond                     |                      |
| 2021      | Dune                                                       | Baron Vladimir Harkonnen  |                      |
| 2022      | Thor: Love and Thunder                                     | Erik Selvig               | Cameo                |
| 2022      | What Remains                                               | Sören Rank                |                      |
| 2022–2025 | Andor                                                      | Luthen Rael               | TV-serie             |
| 2024      | Dune: Part Two                                             | Baron Vladimir Harkonnen  |                      |
| 2025      | Sentimental Value                                          | Gustav                    |                      |
| 2026      | Dante                                                      | Dante                     | Röstroll             |

## Teater

### Roller (ej komplett)
| År   | Roll                | Produktion                                                | Regi               | Teater                   |
| ---- | ------------------- | --------------------------------------------------------- | ------------------ | ------------------------ |
| 1964 |                     | Mästerdetektiven Blomkvist på nya äventyr Astrid Lindgren | Jan Lewin          | Malmö stadsteater        |
| 1967 | Eldaren             | Marius Marcel Pagnol                                      | Lars Göran Carlson | Helsingborgs stadsteater |
| 1969 |                     | Alla har trädgård (Everything in the Garden) Edward Albee | Lennart Olsson     | Malmö stadsteater        |
| 1971 |                     | De vilda svanarna (De vilde Svaner) H.C. Andersen         | Fred Hjelm         | Stockholms stadsteater   |
| 1974 | Lars Bläckhorn      | Den jäktade (Den stundesløse) Ludvig Holberg              | Henning Moritzen   | Dramaten                 |
| 1983 | Konstantin Trepljov | Måsen (Чайка, Tjajka) Anton Tjechov                       | Gunnel Lindblom    | Dramaten                 |
| 1987 | Aktör               | Drottningens juvelsmycke Carl Jonas Love Almqvist         | Peter Oskarson     | Dramaten                 |
| 1988 | Mäster Olof         | Mäster Olof August Strindberg                             | Lennart Hjulström  | Dramaten                 |